# Арнауты

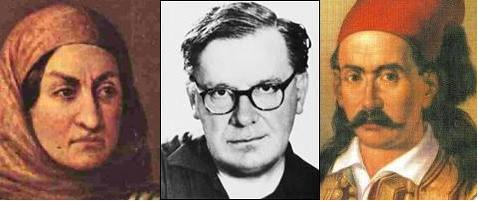
Л. Бубулина • Н. Энгонопулос • М. Боцарис

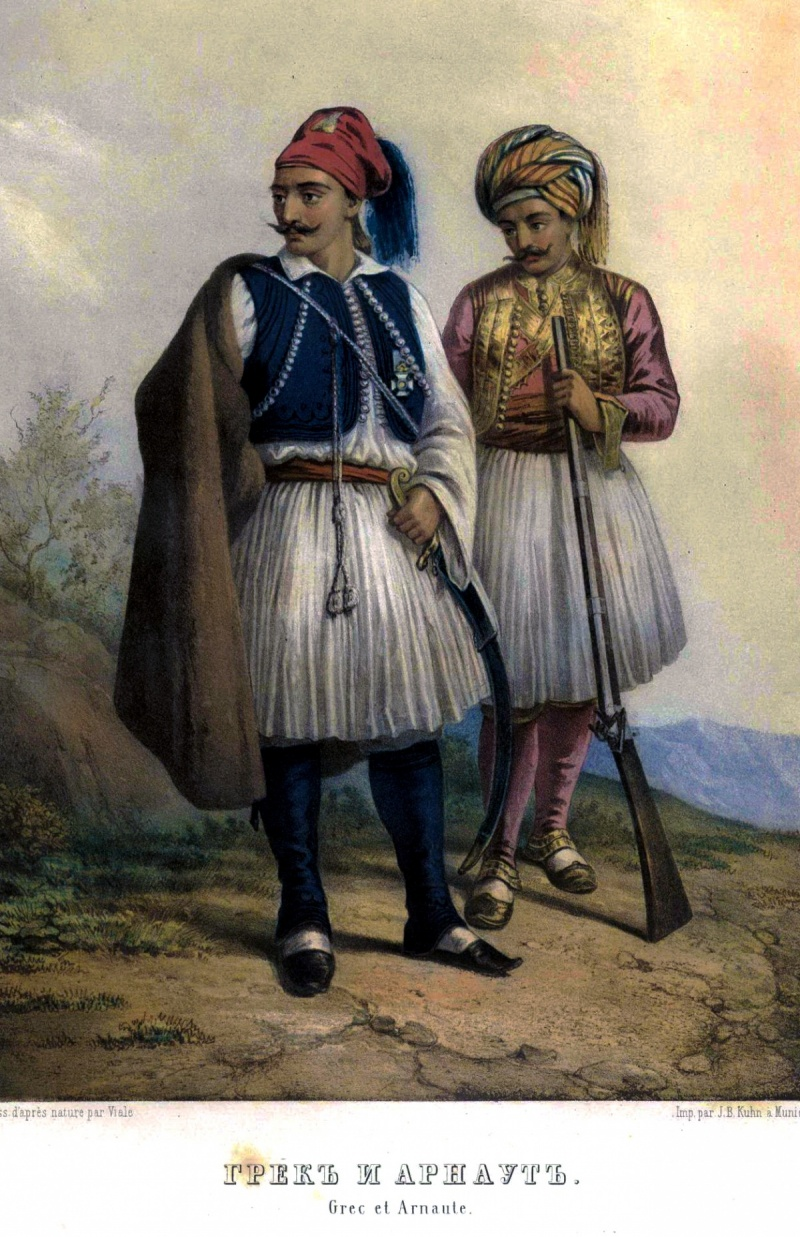
грек и арнаут
Густав-Теодор Паули. «Этнографическое описание народов России»,, 1862

Арнау́ты (алб. Arbëreshët; арнаутск. Αρbε̰ρεσ̈ε̰, Arbërorë; греч. Αρβανίτες, тур. Arnavutlar дословно — «албанцы») — субэтническая группа православных по вероисповеданию албанцев, оставившая собственно Албанию в XIV—XV веках в ходе так называемых балканских миграций, вызванных усилением франкократии, ослаблением Византийской империи и вторжением в Европу турок-османов. 
Вплоть до начала XX века арнауты (иногда именуемые арванитами) составляли значительную часть населения (до 20 %) Королевства Греция. Традиционно в средние века родным языком арнаутов являлся особый диалект албанского — арнаутский язык, в настоящее время практически утраченный. Арнауты сельской местности тем не менее сохраняют некоторую этническую обособленность от греков.
В России арнаутами, иначе албанцы или скипетары в количестве 1 328 душ обоего полу, назывались выходцы из Албании, жившие в Измаильском уезде Бессарабской губернии (Бессарабия), позже всего до 1 000 человек, и по религии — мусульмане. От небольшой группы арнаутов из окрестностей города Корча в греко-албанском приграничье ведут своё происхождение и все группы албанцев Российской империи и бывшего СССР численностью около 5 000 человек.

## История
Основной поток албанской иммиграции в Грецию пришёлся на период между XII и XV веками. Причинами для переселения албанцев с территории исторической Албании (в основном с юго-востока страны) могла быть также относительная перенаселённость страны. Сама Албания не была затронута войнами после 1204 года, в отличие от восточной части Балканского полуострова. Более того, страна вошла в состав средневекового греческого государства Эпирский деспотат и, таким образом, она стала частью греко-православного сопротивления крестоносцам. В это время греки Эпира и албанцы, принявшие православие, становятся особенно близки в культурном плане. Часть албанских переселенцев искала возможность улучшить своё материальное положение, получив большие земельные наделы в разорённой войнами Греции, а потому они отчасти выполняли роль наёмников и военных поселенцев в армиях различных государств: собственно греческих государственных образований, таких как Эпирский деспотат, Морейский деспотат, восстановленная Византийская империя; и прочих — Латинская империя крестоносцев, Венецианская республика, Великая Влахия, Османская империя, Генуэзская республика и т. д.
Отчасти иммиграция албанцев, как и позднее турок, была спровоцирована самими греческими и/или «латинскими» наместниками, стремящимися в короткие сроки восстановить экономику разорённых войной и эпидемиями регионов с помощью албанской иммиграции. Ввиду обилия арнаутов в Греции, отдельные этнографы XIX века считали, что собственно греки — потомки древних греков — были в своей массе истреблены за время падения Византийской империи, а современные греки якобы происходят в значительной части от средневековых албанцев, подвергшихся сначала культурной, а затем административно-языковой эллинизации уже в условиях восстановившей свою независимость Греции.

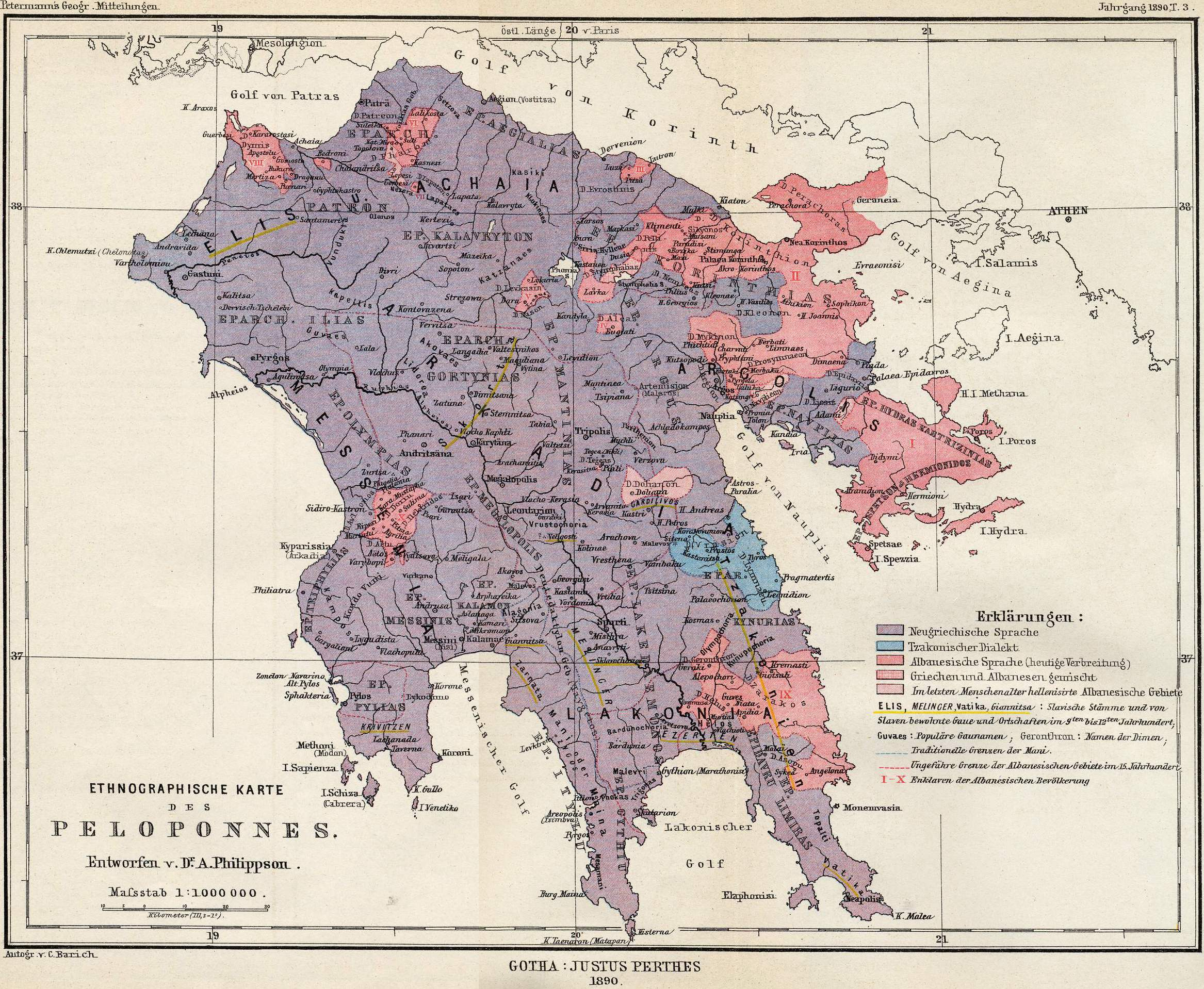
Этнографическая карта Пелопоннеса, 1890 г. Территория расселения арнаутов отмечена красным.

В отличие от основного албанского ареала, арнауты, переселившиеся в пределы исторической Греции (Аттика, Беотия, Пелопоннес и некоторые греческие острова) ещё в годы Византийской империи, подверглись аккультурации и частичной эллинизации, а потому они остались верны православию и после нашествия турок. Арнауты также хорошо владели греческим языком, хотя он и не был для большинства из них родным вплоть до середины XIX века.

## Численность
С середины XI века греческое население Византии начало резко сокращаться в результате непрекращающихся войн с турками и крестоносцами, которые Византия в конечном счёте проиграла. В XIV—XV веках албанских наёмников рекрутировали арагонцы, захватившие Афинское герцогство, венецианцы (Герцогство Архипелага), а затем и турки (Османская империя), основной заботой которых стало заселение опустевших регионов Аттики, Эпира, Пелопонесса, островов Эвбея, Андрос и прочих. При турках-османах, когда под влиянием кочевых тюркских традиций на Балканах усилились перекрёстные миграции кочевых и полукочевых народов, арнауты проникли во Фракию и Болгарию.
По некоторым оценкам, за этот период в Грецию с Балкан переселилось свыше 200 000 человек. Значительная цифра, учитывая что население самого Константинополя в 1450 году составляло не более 50—80 тысяч человек. Поток миграции албанцев был настолько силён, что они проникли также и на многие острова греческого архипелага, куда после падения Византии их часто заселяли венецианцы для создания противовеса местному греческому населению, желавшему восстановления Византии. К примеру, на юге острова Эвбея, который стал ареной ожесточённых греко-венецианских боёв на протяжении XIII века, имеется 87 традиционно албанских поселений. Албанцы также многочисленны в северной части о. Андрос, на о-вах Идра, Порос, Спеце, Ангистрион, Саламин. Всего на территории современной Греции имеется около 500 населённых пунктов, население которых имеет преимущественно албанское происхождение.
К XXI веку арнауты практически утратили самоопределение как этническая общность, поскольку либо слились обратно с албанским этносом, либо были сильно эллинизированы. Число людей, считающих себя арнаутами, в Греции составляет, по разным оценкам, от 30 000 до 140 000 человек.
Уже после становления независимого греческого государства большинство греческих арнаутов приняло христианство. В начале XXI века коренные арнауты, особенно в районе греческой столицы, города Афины, — полностью эллинизированы и стали частью греческого народа, чему способствовала ассимиляционная политика государства. С другой стороны, в XXI веке возобновилась легальная и нелегальная иммиграция современных албанцев всех вероисповеданий в Грецию, где, по статистике 2007 года, албанцы составляют 57% натурализующихся граждан.
В Сербии арнауты, воспринявшие турецко-исламские ценности после прихода турок-османов, сумели не только исламизировать, но и албанизировать некоторую часть отступившего на север славянского и, близкого по этногенезу и культуре, романского населения этой части Балкан (Косово, Западная Македония).

## Этнография
В период османского владычества с ХV и до конца XIX вв. арнаутское самосознание фактически представляло собой некую греко-албанскую дуальность с сильным влиянием турецко-османского языка и общебалканских реалий. К примеру, Али-паша Тепеленский (1741—1822) был сыном албанского властителя в Тепелене, в Южной Албании. Он занял положение деребея после разнообразных стычек с турецким властелином и с некоторыми родственниками. Победив Селима-пашу, наместника Дельфико, он добился поста наместника Южной Албании и как таковой был назначен Диваном, который он сумел подкупить, на пост коменданта фессалийских и эпирских горных проходов. Во время турецкой войны с Россией и Австрией в 1787 году он получает наместничество в Трикале в Фессалии. В 1788 году, овладев незаконно Яниной, он ещё расширил свои пределы. Примирить Порту с таким актом насилия ему было нетрудно, так как Али был столь же богат, сколько могущественен. В 1803 году после трёхлетней войны он покорил сулиотов и получил титул сераскира Румелии. К 1812 году Али-паше была подвластна территория с населением до 1,5 млн чел., где роль лингва франка среди разномастного населения выполнял греческий язык с сильной примесью турецких элементов. В это же время албанский поэт Хаджи Шахрети написал в честь наместника одноимённую поэму на греческом языке: её оригинал хоть и написан на среднегреческом, но содержит такое большое количество тюркизмов, что практически непонятен для тех, кто не владеет греческим и турецким языками одновременно.
Вообще же арнауты, как православный, но менее лояльный угасшей Византии этнический элемент, издавна несли военную службу османским султанам и были поселены даже в окрестностях Константинополя, во Фракии. Дядя Фана Ноли, попав в плен к русским и просясь на богослужение, на вопрос, как он, православный, мог продолжать служить мусульманам, ответил просто: «Религия — религией, а профессия — профессией».
Под влиянием стран Западной Европы к концу XIX века в арнаутскую среду проникают националистические веяния, которые постепенно сводят на нет долговременную греко-турецко-албанскую триадность арнаутов. К примеру, будущий премьер-министр Албании Фан Ноли в молодости учился в греческой средней школе в Эдирне. Возможно, в юности он и вовсе считал себя скорее греком: его ранние статьи подписаны греческим именем «Феофан Мавроматис». Но со временем молодой человек начинает использовать албанизированные имя и фамилию, войдя в историю как Фан Ноли. Ожесточённая борьба за Македонию в начале XX века привела к усилению этнической поляризации Балкан и сократила число народов с размытым этноязыковым самосознанием.